# ریس فریک-واترفیلد
ریس فریک-واترفیلد (به انگلیسی: Rhys Frake-Waterfield؛ زادهٔ ۱۹۹۲) کارگردان و تهیه‌کنندهٔ اهل بریتانیا است. وی، طراح و خالق جهان سینمایی TCU می‌باشد و اولین فیلم این جهان که وینی پو: خون و عسل نام دارد را در سال ۲۰۲۳ کارگردانی کرد.

## فیلم‌شناسی
| سال  | نام                  | سمت       |
| ۲۰۲۵ | پینوکیو: بدون بند    | تهیه‌کننده |
| ۲۰۲۵ | کابوس نورلند پیتر پن | تهیه‌کننده |
| ۲۰۲۴ | بامبی: تسویه حساب    | تهیه‌کننده |
| ۲۰۲۴ | وینی پو: خون و عسل ۲ | کارگردان  |
| ۲۰۲۳ | وینی پو: خون و عسل   | کارگردان  |
| ---- | -------------------- | --------- |